# ヘタグ・ガジュモフ
ヘタグ・ガジュモフ（アゼルバイジャン語: Xetaq Qazyumov、ロシア語: Хетаг Русланович Гозюмов、オセット語: Гозымты Русланы фырт Хетæг、ローマ字:Khetag Gazyumov、1981年4月24日 - ）は、アゼルバイジャンのレスリング選手。2008年北京オリンピックレスリングフリースタイル96kg級の銅メダリストである。ロシア連邦北オセチア共和国アラギール出身。2006年まではロシア代表として国際大会に出場していた。
ガジュモフは、2008年北京オリンピックのフリースタイル96kg級に出場し、準決勝に進出。ロシアのシルバニ・ムラドフに敗れたが、3位決定戦では勝利し、銅メダルを獲得した。

## 実績
- オリンピック
  - 2008年北京オリンピック　銅メダル
  - 2012年ロンドンオリンピック　銅メダル
  - 2016年リオデジャネイロオリンピック　銀メダル